# Palácio de Rosendal
O Palácio de Rosendal é uma residência real da Suécia, construído entre 1823-1827 para Carlos XIV João da Suécia pelo arquiteto Fredrik Blom. Está situado ao sul de Djurgården, em Estocolmo.
É um excelente exemplo da interpretação sueca do estilo império francês. Os ornamentos interiores mantêm-se virtualmente intactos desde 1823. As mobílias e as texturas fazem realmente do Palácio Rosendal um maravilhoso exemplo de residência real sueca influenciada pela arquitetura francesa. Atualmente recebe apenas visitas guiadas.